# Júnior Maranhão
Francisco Pereira da Costa Júnior (Colinas, 17 juni 1977), beter bekend onder zijn voetbalnaam Júnior Maranhão, is een Braziliaans voetballer.